# PFUブルーキャッツ石川かほく
PFUブルーキャッツ石川かほく（ピーエフユーブルーキャッツいしかわかほく）は、石川県かほく市を本拠地とする、PFUの女子バレーボールチームである。2025-26シーズンはSVリーグに所属。

## 概要
運営事業会社はPFUライフエージェンシー株式会社。
1979年に石川県河北郡宇ノ気町（現かほく市）のユーザック電子工業（現PFU）社内で「宇ノ気クラブ」としてバレーボールチームが発足されたのが始まり。翌年正式に創部。2002年V1リーグ（後のV・チャレンジリーグI、当時の2部リーグ）昇格。2016年に初めて当時の1部リーグであるV・プレミアリーグに昇格。2023年にPFUライフエージェンシーが運営事業会社となった。
チーム名の「ブルーキャッツ」とは、「ブルー」はPFUのコーポレートカラーで「爽やかさ」「清潔感」「知性」を意味し、「キャッツ」はかほく市で開催されているキャッツフェスタが由来で、「猫」のように気高く俊敏性に富んだ選手に育つようにという願いが込められている。チームマスコットはメス猫の『ブルーニャ』であり、シャツネームは「Blue★nya」、背番号は0、好物は石川県の魚である。
練習場はかほく市内のPFU体育館であり、ホームゲームは石川県内の松任総合運動公園体育館などで開催されている。
チーム強化と並行して、バレーボールを通じての地域交流も可能な限り実施している。

## 歴史
1979年に「宇ノ気クラブ」としてバレーボールチームが発足され、1980年にユーザック電子工業バレーボール部として創部。1987年、会社の合併に伴いチーム名もPFUに変更。
1989年から地域リーグに参戦。1991年の石川国体では、同県出身で元全日本選手だった東谷友恵（旧姓：本郷）がチームに加わり、3位に入った。1997年に東谷が監督に就任し、チーム強化が本格的にスタート。2002年の第22回地域リーグで準優勝を果たし、V1リーグ昇格をかけての入替戦では敗れるも、V1リーグに休部チームが出た影響で繰り上げ昇格となった。
V1リーグ初参戦となった2002/03シーズンの第5回大会では7位。しかし、2003/04シーズンの第6回V1リーグでは2シーズン目にして準優勝を果たした。Vリーグ出場決定入替戦ではデンソーエアリービーズに連敗してVリーグ昇格はならなかった。2004/05シーズンの第7回V1リーグでは4位。
2005年以降、Vリーグ（2006/07シーズンよりV・プレミアリーグ）昇格を目指し、着実にチーム力を強化する。2005/06シーズンから3シーズン連続でV1リーグ（2006/07シーズンよりV・チャレンジリーグ）準優勝を果たすが、2005/06シーズンの入替戦ではまたもデンソーに連敗して昇格ならず。2006/07シーズンは日立佐和リヴァーレに、2007/08シーズンは武富士バンブーにそれぞれ入替戦で連敗してV・プレミアリーグ昇格はならなかった。2008/09V・チャレンジリーグでは初優勝を果たすが、V・チャレンジマッチ（入替戦）でまたも武富士に敗れて昇格ならず。ここまでV・プレミアリーグ昇格をかけた入替戦に全部で5回出場したが、9戦全敗と、プレミアの壁に苦闘している。
さらなるステップアップを図り、2009年に日新製鋼ドルフィンズ、東レアローズ（女子）のコーチを歴任した岸本太道を新監督に迎えるが、2009/10V・チャレンジリーグは熟成不足もあり7位で終わる。以降は上位に進出するもの、日立リヴァーレと上尾メディックスの台頭もあり、入替戦出場を果たせないシーズンが続く。
2011年に、全日本男子とJTマーヴェラスの監督を歴任した寺廻太が監督に就任。しかし、2011/12V・チャレンジリーグでは振るわず5位。2012年4月、ファン投票および社内公募の結果、マスコットキャラクターの愛称を『ブルーニャ』に決定した。2012/13V・チャレンジリーグは4位。2013年5月、AVCアジアクラブ選手権に日本代表として出場し、銅メダルを獲得した。その後、元全日本、JTの坂下麻衣子、全日本メンバーの松浦寛子、前シーズン日立リヴァーレのV・プレミアリーグ昇格に貢献したジェニファー・ドリスが入団し、大幅な補強を行った。
2015/16VチャレンジリーグIに準優勝しV・チャレンジマッチに臨んだブルーキャッツは、1勝1敗ながらセット率でデンソーエアリービーズを上回り、悲願のプレミア昇格資格を得た。2016年3月16日に開催されたVリーグ機構理事会において、2016/17シーズンからV・プレミアリーグへの昇格が正式決定した。
昇格後のプレミアリーグ2016/17シーズンではわずか3勝に留まり最下位となりV・チャレンジマッチに回った。昨年の同試合で対戦したデンソーと再び対戦、二連敗しわずか1シーズンでVチャレンジリーグIへの降格が決定した。
2018年、これまでのVリーグに変わり新生V.LEAGUEが誕生し、Division1に所属することとなり、1年で1部に復帰する形となった。
同年3月14日、PFUは2017/18シーズンまで監督を務めた寺廻太が、日本バレーボール協会女子強化本部長就任に伴い、コーチだった加藤陽一が監督に昇任すると発表。V.LEAGUE初戦度となる2018-19シーズンはレギュラーラウンド、チャレンジステージを通して1勝もすることが出来ず11位の最下位で終了。入替戦でDivision2・2位のJAぎふリオレーナに2勝し残留を決める。加藤陽一は1シーズンで監督を退任した。
2019年より、V1男子のFC東京の監督を9シーズン務めた坂本将康が監督に就任。2019-20シーズン、V・レギュラーラウンドはスターカンファレンス所属となり、勝利は挙げるものの、6チーム中5位で終わりチャレンジ4出場。チャレンジ4で、自動残留を決める大一番でKUROBEアクアフェアリーズに敗れ、昨シーズンに続き入替戦を戦う見込みとなったが、S1ライセンスを保有していないGSS東京サンビームズがV2準優勝を果たしたため、入替戦なしで自動残留となった。しかし、シーズン終了後に9人の選手が退団し、大幅な戦力変更を余儀なくされた。
2020-21シーズンは、新型コロナウイルス感染症の流行にともないホームゲームを全試合リモートマッチ（無観客試合）とし、緊急事態宣言が12-13都府県で発令された時期は、発令地域での開催試合を辞退した。V・レギュラーラウンドでは10位となったが、V・ファイナルステージの9-12位決定戦の初戦で勝ち、この時点で10位以上が確定しV1残留が確定。最終戦も勝ち自己最高の9位で終了となった。
2021年、6月に開催された2021 V・サマーリーグの東部大会で新人・バルデス・メリーサの活躍で優勝を果たす。
2021年8月17日、2021-22シーズンから着用される新しいデザインのユニフォームが発表された。
2021-22シーズン、元日本代表の鍋谷友理枝を獲得。V1では順位を上げて8位で終える。Vリーグで10年以上も勝てず苦戦を強いられていた埼玉上尾メディックス戦の連敗を止めるなどチームの躍進ぶりを見せた。第70回黒鷲旗全日本選抜大会では準優勝を果たした。
なお2022年7月に、PFUの親会社だった富士通が株式の大半をリコーに売却しリコー傘下となるが、本チームについては「地元の皆さんが応援している。今後も変わらずに活躍してほしい」として、当面現状を維持する方針を示している。
2022-23シーズンは、2022V･サマーリーグ東部大会で連覇を果たし、第77回国民体育大会（いちご一会とちぎ国体）でも石川県として優勝を果たした（どちらも決勝の相手は埼玉上尾）。しかし、V1女子では成績が伸び悩み9位で終える。
2023年4月1日付で、PFUの完全子会社である「PFUライフエージェンシー」がブルーキャッツの運営事業会社となった。4月12日の記者会見で、Vリーグが2024-25シーズンより新リーグに移行することに賛同し、それに従い、地域密着型、収益力向上を目指すと発表した。小中学生対象のジュニアチームも当年度より設立する方向で、新リーグ参入に向けては、チーム名に地域名を入れる予定だとも明かした。また、公式戦のホームゲーム開催会場として、かほく市総合体育館（3000人収容）が翌年4月に完成予定である。
第71回黒鷲旗大会では、三たび決勝で埼玉上尾に勝ち、初優勝を果たした。優勝を決めた前日に石川県能登地方で最大震度6強の地震が発生したため、優勝賞金の一部を復興に充てると表明した。
2024年、SVリーグ移行に伴いチーム名を「PFUブルーキャッツ石川かほく」に変更。

## 成績

### 主な成績
Vプレミア、V.LEAGUE DIVISION1 WOMEN
- 優勝 なし

チャレンジリーグ・チャレンジリーグI（実業団リーグ／V1リーグ）
- 優勝 1回（2008年度）
- 準優勝 6回（2003年度、2005年度、2006年度、2007年度、2014年度、2015年度、2017年度）

黒鷲旗全日本選手権
- 優勝 1回（2023年）
- 準優勝 1回（2022年）

### 年度別成績

#### Vリーグ / 実業団リーグ・V1リーグ
| 所属     | 年度            | 最終 順位 | 参加 チーム数 | 試合 | 勝 | 敗 |
| -------- | --------------- | --------- | ------------- | ---- | -- | -- |
| V1リーグ | 第5回 (2002/03) | 7位       | 8チーム       | 14   | 2  | 12 |
| V1リーグ | 第6回 (2003/04) | 準優勝    | 7チーム       | 12   | 9  | 3  |
| V1リーグ | 第7回 (2004/05) | 4位       | 8チーム       | 14   | 9  | 5  |
| V1リーグ | 第8回 (2005/06) | 準優勝    | 8チーム       | 14   | 12 | 2  |

#### V・プレミアリーグ / V・チャレンジリーグ
| 所属        | 年度    | 最終 順位 | 参加 チーム数 | レギュラーラウンド | レギュラーラウンド | レギュラーラウンド | レギュラーラウンド | ポストシーズン | ポストシーズン | ポストシーズン |
| 所属        | 年度    | 最終 順位 | 参加 チーム数 | 順位               | 試合               | 勝                 | 敗                 | 試合           | 勝             | 敗             |
| ----------- | ------- | --------- | ------------- | ------------------ | ------------------ | ------------------ | ------------------ | -------------- | -------------- | -------------- |
| チャレンジ  | 2006/07 | 準優勝    | 8チーム       | 2位                | 14                 | 13                 | 1                  | -              | -              | -              |
| チャレンジ  | 2007/08 | 準優勝    | 8チーム       | 2位                | 14                 | 10                 | 4                  | -              | -              | -              |
| チャレンジ  | 2008/09 | 優勝      | 10チーム      | 1位                | 18                 | 15                 | 3                  | -              | -              | -              |
| チャレンジ  | 2009/10 | 7位       | 12チーム      | 7位                | 11                 | 5                  | 6                  | 5              | 4              | 1              |
| チャレンジ  | 2010/11 | 3位       | 12チーム      | 3位                | 18                 | 14                 | 4                  | -              | -              | -              |
| チャレンジ  | 2011/12 | 5位       | 12チーム      | 5位                | 22                 | 13                 | 9                  | -              | -              | -              |
| チャレンジ  | 2012/13 | 4位       | 10チーム      | 4位                | 18                 | 10                 | 8                  | -              | -              | -              |
| チャレンジ  | 2013/14 | 3位       | 10チーム      | 3位                | 18                 | 13                 | 5                  | -              | -              | -              |
| チャレンジ  | 2014/15 | 準優勝    | 10チーム      | 2位                | 18                 | 15                 | 3                  | -              | -              | -              |
| チャレンジⅠ | 2015/16 | 準優勝    | 8チーム       | 2位                | 21                 | 17                 | 4                  | -              | -              | -              |
| プレミア    | 2016/17 | 8位       | 8チーム       | 8位                | 21                 | 3                  | 18                 | -              | -              | -              |
| チャレンジⅠ | 2017/18 | 準優勝    | 7チーム       | 2位                | 18                 | 16                 | 2                  | -              | -              | -              |

#### V.LEAGUE
| 所属      | 年度    | 最終 順位 | 参加 チーム数 | レギュラーラウンド | レギュラーラウンド | レギュラーラウンド | レギュラーラウンド | レギュラーラウンド | レギュラーラウンド | ポストシーズン | ポストシーズン | ポストシーズン | 備考            |
| 所属      | 年度    | 最終 順位 | 参加 チーム数 | カンファレンス     | 順位               | チーム数           | 試合               | 勝                 | 敗                 | 試合           | 勝             | 敗             | 備考            |
| --------- | ------- | --------- | ------------- | ------------------ | ------------------ | ------------------ | ------------------ | ------------------ | ------------------ | -------------- | -------------- | -------------- | --------------- |
| DIVISION1 | 2018-19 | 11位      | 11チーム      | イースタン         | 6位                | 6チーム            | 20                 | 0                  | 20                 | 2              | 0              | 2              |                 |
| DIVISION1 | 2019-20 | 11位      | 12チーム      | スター             | 5位                | 6チーム            | 21                 | 4                  | 17                 | 3              | 1              | 2              |                 |
| DIVISION1 | 2020-21 | 9位       | 12チーム      | （1リーグ制）      | 10位               | 12チーム           | 17                 | 4                  | 13                 | 2              | 2              | 0              |                 |
| DIVISION1 | 2021-22 | 8位       | 12チーム      | （1リーグ制）      | 8位                | 12チーム           | 33                 | 12                 | 21                 | -              | -              | -              | 不戦敗1を含む。 |
| DIVISION1 | 2022-23 | 9位       | 12チーム      | （1リーグ制）      | 9位                | 12チーム           | 33                 | 12                 | 21                 | -              | -              | -              |                 |
| DIVISION1 | 2023-24 | 10位      | 12チーム      | （1リーグ制）      | 10位               | 12チーム           | 22                 | 7                  | 15                 | -              | -              | -              |                 |

#### SV.LEAGUE
| 所属      | 年度    | 最終 順位 | 参加 チーム数 | レギュラーラウンド | レギュラーラウンド | レギュラーラウンド | レギュラーラウンド | ポストシーズン | ポストシーズン | ポストシーズン | 備考 |
| 所属      | 年度    | 最終 順位 | 参加 チーム数 | 順位               | 試合               | 勝                 | 敗                 | 試合           | 勝             | 敗             | 備考 |
| --------- | ------- | --------- | ------------- | ------------------ | ------------------ | ------------------ | ------------------ | -------------- | -------------- | -------------- | ---- |
| SV.LEAGUE | 2024-25 | 10位      | 14チーム      | 10位               | 44                 | 19                 | 25                 |                |                |                |      |

## 選手・スタッフ(2025-26)

### 選手
| 背番号                                                                           | 名前                   | シャツネーム | 生年月日（年齢）       | 身長 | 国籍 | Pos   | 在籍年  | 前所属           | 備考         |
| -------------------------------------------------------------------------------- | ---------------------- | ------------ | ---------------------- | ---- | ---- | ----- | ------- | ---------------- | ------------ |
| 1                                                                                | 横田真未               | MAMI         | 1997年12月10日（27歳） | 178  | 日本 | MB    | 2025年- | 刈谷             | 移籍加入     |
| 2                                                                                | 五島楓                 | GOTO         | 2002年8月2日（22歳）   | 159  | 日本 | L     | 2024年- | 中京大学         | 新人         |
| 3                                                                                | 藤倉由貴               | FUJIKURA     | 1999年8月27日（25歳）  | 165  | 日本 | S     | 2023年- | ビオーレ名古屋   |              |
| 4                                                                                | 川﨑鈴奈               | KAWASAKI     | 2001年10月25日（23歳） | 177  | 日本 | OH    | 2024年- | 国士舘大学       |              |
| 5                                                                                | 大村季色               | OMURA        | 2000年9月26日（24歳）  | 170  | 日本 | OH    | 2023年- | 日本体育大学     |              |
| 6                                                                                | 細沼綾                 | HOSONUMA     | 2000年5月25日（25歳）  | 182  | 日本 | MB    | 2022年- | KUROBE           | キャプテン   |
| 7                                                                                | 舩田璃々香             | FUNADA       | 2001年5月25日（24歳）  | 160  | 日本 | L     | 2024年- | 順天堂大学       | 副キャプテン |
| 8                                                                                | 大熊紀妙               | OKUMA        | 2004年3月7日（21歳）   | 173  | 日本 | OH    | 2024年- | 岐阜協立大学     |              |
| 9                                                                                | 川添美優               | KAWAZOE      | 2001年9月22日（23歳）  | 170  | 日本 | OH    | 2024年- | 福岡大学         | 副キャプテン |
| 10                                                                               | 長友真由               | NAGATOMO     | 2001年10月1日（23歳）  | 176  | 日本 | OH/MB | 2024年- | 東海大学         |              |
| 11                                                                               | 松井珠己               | TAMAKI       | 1998年1月10日（27歳）  | 170  | 日本 | S     | 2025年- | LOVBソルトレイク | 移籍加入     |
| 12                                                                               | 上村杏菜               | UEMURA       | 2006年3月23日（19歳）  | 166  | 日本 | OH    | 2024年- | 金蘭会高校       |              |
| 13                                                                               | 西川有喜               | NISHIKAWA    | 2000年9月4日（24歳）   | 180  | 日本 | OH    | 2025年- | 大阪M            | 移籍加入     |
| 14                                                                               | 呂比州理紗             | LOPEZ        | 2003年2月6日（22歳）   | 175  | 日本 | MB    | 2024年- | 日本体育大学     | 新人         |
| 15                                                                               | タットダオ・ヌクジャン | THATDAO      | 1994年2月3日（31歳）   | 185  | タイ | MB    | 2024年- | 日立Astemo       |              |
| 23                                                                               | バルデス・メリーサ     | VALDES       | 2002年10月8日（22歳）  | 185  | 日本 | OH    | 2021年- | 古川学園高校     |              |
| 出典：チーム新体制リリース チーム公式サイト Vリーグ公式サイト 更新：2025年6月8日 |                        |              |                        |      |      |       |         |                  |              |

### スタッフ
| 役職                                                                             | 名前     | 備考 |
| -------------------------------------------------------------------------------- | -------- | ---- |
| 代表                                                                             | 蓮池学   |      |
| ゼネラルマネージャー                                                             | 寺廻太   |      |
| 監督                                                                             | 馬場大拓 |      |
| コーチ                                                                           | 岩井浩二 |      |
| コーチ                                                                           | 道井淳平 | 新任 |
| トレーナー                                                                       | 渡辺裕之 |      |
| トレーナー                                                                       | 前澤有紀 |      |
| アナリスト                                                                       | 菅谷全真 |      |
| マネージャー                                                                     | 中原亜樹 |      |
| 出典：チーム新体制リリース チーム公式サイト Vリーグ公式サイト 更新：2025年6月8日 |          |      |

## かつて在籍していた主な選手
- 東谷友恵
- 佐々木侑
- 古藤千鶴
- 塚原佳代子
- 小酒翔子
- 遠藤りつこ
- 船崎恵視
- 岩永麻里江
- 川上真央
- 坂下麻衣子
- 矢野美子
- 石橋朋美
- 狩野舞子
- 新井祐喜子
- 三橋聡恵
- 吉安遥
- 宇田沙織
- 清水眞衣
- 筒井さやか
- 江畑幸子
- 有田妃奈乃
- 鏡原叶悠
- 村上華澄
- 合屋咲希
- 和才奈々美
- ユランニ・ロマーニャ
- ジェニファー・ドリス
- ロスランディ・アコスタ
- ダリ・サンタナ
- チャッチュオン・モクシー
- タナッチャ・スークソッド
- ハタイラット・ジャラット

## アンダーカテゴリー
ブルーキャッツアカデミーとして女子チームのPFUブルーキャッツU15を保有している他、地元ジュニアチームを中心にバレーボール教室を開催している。

### スタッフ
| 役職                   | 名前         | 備考 |
| ---------------------- | ------------ | ---- |
| スタッフ               | 長久保健太郎 |      |
| スタッフ               | 渡邊真恵     |      |
| 出典：チーム公式サイト |              |      |

## スポンサー
- 株式会社アイ・オー・データ機器[58]
- ABBYY
- 石川かほく農業協同組合[59]
- 石川テレビ放送株式会社
- 株式会社オーシャンクイーン
- 大山商店
- 岡谷エレクトロニクス株式会社
- 株式会社 表組
- 株式会社 加賀屋
- キリンビバレッジ株式会社[60]
- キンコーズジャパン
- 工一自動車株式会社
- 株式会社クスリのアオキ
- 株式会社コスモサミット
- 産業用製品メーカー・代理店比較サイトのMetoree[61]
- リコージャパン株式会社
- リコージャパン株式会社 石川支社
- リコーリース株式会社 北陸営業所